# 韋布城 (阿肯色州)
韋布城（英語：Webb City）是位於美國阿肯色州富蘭克林縣的一個鬼鎮。

## 地理
韋布城所處的海拔為高於海平面137米（即449英呎），而該地所採用的時區為UTC-6，即北美中部時區（CST）。同時該地設有夏令時間，為UTC-6調快一小時，即UTC-5（CDT）。